# انگلیسی فیلادلفیا
انگلیسی فیلادلفیا یا انگلیسی دره دلاور گونه یا گویشی از انگلیسی آمریکایی بومی فیلادلفیا است که در منطقهٔ کلان‌شهری فیلادلفیا در سراسر دره دلاور، از جمله جنوب شرقی پنسیلوانیا، شهرستان‌های شمال دلاور (به‌ویژه نیوکاسل و کنت)، ساحل شرقی شمالی مریلند و تمام جنوب جرسی امتداد می‌یابد. به غیر از فیلادلفیا و احتمالاً بالتیمور، با این گویش در شهرهایی مانند ویلمینگتون، آتلانتیک سیتی، کامدن، واینلند و دوور سخن می‌گویند. فیلادلفیا انگلیسی یکی از گویش‌های زبان انگلیسی است که به خوبی مورد مطالعه قرار گرفته است. انگلیسی فیلادلفیا ویژگی‌های خاصی با انگلیسی نیویورکی و انگلیسی آمریکایی میدلند دارد، اگرچه خودش گویش متمایزی با این دو است.

## تاریخچه
انگلیسی فیلادلفیا تاریخچه پیچیده‌ای دارد. گویش‌وران گاهی ویژگی‌های مشترکی با گویش‌وران مناطق همسایه و همچنین ویژگی‌های منحصر به فردی با گویش‌وران محلی به اشتراک می‌گذارند.